# Daira (Trommel)

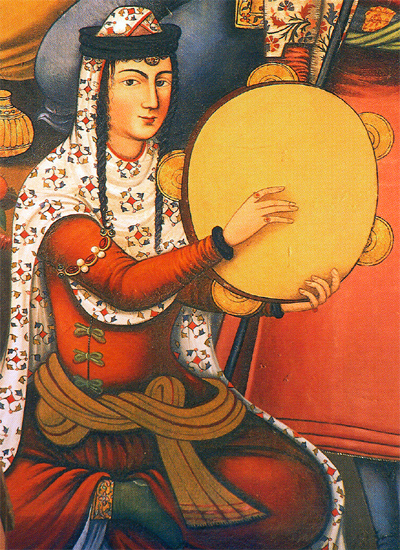
Frau mit Rahmentrommel (dāyera zangī). Wandmalerei im Tschehel-Sotun-Palast in Isfahan, Iran. 17. Jahrhundert

Daira, auch dāira, daire, dāireh, dairea, dārīa, dahira, dāyere, dayre, dajre, dara, doira, doyra, ist eine Rahmentrommel mit oder ohne Schellen, die in Südosteuropa, Türkei, Iran, Afghanistan, den nördlich angrenzenden Ländern Zentralasiens und in einigen Gebieten Indiens gespielt wird. Die unterschiedlichen Schreibweisen des Namens sind vom arabischen Wort دائرة / dāʾira / ‚Kreis‘ abgeleitet. Die Verbreitungsregionen von daira und daf überschneiden sich teilweise, wobei seit der begrifflichen Unterscheidung in vorislamischer Zeit die Rahmentrommel daf eher zur klassischen und unterhaltenden Musik der Männer und daira eher zur Volksmusik der Frauen gehört.

## Herkunft
Die ersten Rahmentrommeln erscheinen in Mesopotamien ab dem Beginn der Ur-III-Zeit (um 2000 v. Chr.) auf zahlreichen Tontafeln abgebildet. Frauen halten die bei Kulttänzen gespielten kreisrunden Gegenstände mit beiden Händen vor der Brust, so dass es sich um beidseitig mit Haut bespannte Rahmen gehandelt haben könnte, die keine Schlaginstrumente, sondern mit Körnern gefüllte Rasseln waren, die geschüttelt wurden. Abgesehen von einigen selten dargestellten, fast mannshohen Rahmentrommeln, die von zwei Spielern mit beiden Händen geschlagen wurden, gehören in der babylonischen Zeit in der ersten Hälfte des 2. Jahrtausends kleine Rahmentrommeln durchgängig zum Instrumentarium Vorderasiens bis nach Ägypten.
Terrakottafiguren aus Babylon und Nippur zeigen eine Rahmentrommel, die nicht mehr wie eine Rassel mit beiden Händen gehalten, sondern mit der linken Hand an die linke Schulter gepresst und ohne Stöckchen mit der rechten Hand geschlagen wird. Möglicherweise hat die abgebildete Tänzerin bereits die heutige Spielweise praktiziert, indem sie mit den Fingern der linken Hand den Rand des Fells und mit der rechten Hand die Mitte angeschlagen hat, um so hell und dunkel klingende Töne bei unterschiedlicher Lautstärke zu erzeugen. Eine Figur aus der Zeit von Hammurapi (18. Jahrhundert v. Chr.) zeigt eine Tänzerin, die eine Rahmentrommel in Kopfhöhe weit von sich hält. Sie tritt zur Begleitung einer Leier in einem im Vergleich zu früher weniger streng geregelten kultischen Zusammenhang auf. Offensichtlich wurden um diese Zeit bei den Babyloniern und bei den weiter nördlich lebenden Assyrern die zuvor ausschließlich im Kult und solistisch gebrauchten Rahmentrommeln auch im Zusammenspiel mit Melodieinstrumenten und für andere Anlässe verwendet.
Auf einem elamitischen Basrelief aus dem 9. Jahrhundert v. Chr. in Kul-e Farah im Südwesten des Iran sind Musiker mit einer Rahmentrommel, einer liegenden Harfe (van) und einer stehenden Harfe (tschang, čang) abgebildet. Persische Quellen des 10. Jahrhunderts erwähnen neben denselben beiden Winkelharfen die Rahmentrommel dāʾira, die Sanduhrtrommel kōba, die Bechertrommel tombak (dunbaq) sowie die Kesseltrommeln kōs und tabīra. Der persische Dichter Hafis (um 1320 – um 1389) führt in seinem Muganni Name („Buch des Sängers“) die dāʾira in einer Reihe weiterer Musikinstrumente auf.
Die Ausgrabung von Sartepe in der historischen Region Baktrien (heute in Turkestan) erbrachte die Tonfigur eines Äffchens aus dem 1./2. Jahrhundert n. Chr., die eine Rahmentrommel vor der linken Seite des Oberkörpers hält. Die Haltung lässt darauf schließen, dass die baktrische Rahmentrommel etwa der heutigen dojra in Usbekistan oder der daf in Tadschikistan entsprach. In dieselbe Zeit (um 160 n. Chr.) datiert das sogenannte „Hochzeitsrelief“ der nordmesopotamischen Stadt Hatra, die im Gebiet der Parther lag. Das 1974 am großen Tempel (Tempel B) ausgegrabene Relieffries stellt eine Hochzeitsgruppe dar, die sich von Musikanten begleitet zum Haus des Bräutigams begibt. Für den Rhythmus sorgen drei Figurengruppen mit jeweils einem Musiker mit einem Paarbecken in den ausgestreckten Händen und einem Rahmentrommelspieler. Der Trommler hält sein Instrument nach der heute üblichen Methode mit der linken Hand unten am Rahmen. Mit der flachen rechten Hand schlägt er auf die Fellmitte und offensichtlich im Wechsel an den Rand des Fells und produziert so einen dunklen und hellen Klang.
Nach dem syrischen Kirchengelehrten Gregorius Bar-Hebraeus (1226–1286) waren die mythischen Erfinder der Musikinstrumente Söhne und Töchter Kains, von dem die arabischen Singmädchen (qaina, Pl. qiyān) ihren Namen erhalten haben sollen. Jubal, einer der Nachkommen Kains, gilt in der hebräischen Bibel als Erfinder der Leier kinnor, dessen Vater Lamech erfand laut arabischer Tradition die Laute oud. Auf Jubals Bruder Tubal-Kain wird die Einführung der Trommel (ṭabl) und der Rahmentrommel zurückgeführt. Die alttestamentliche Prophetin Mirjam steht in den Ländern des östlichen Mittelmeers am mythischen Anfang des gemeinschaftlichen Frauentanzes, der seit vorchristlicher Zeit von Becken und Rahmentrommeln (tof Mirjam) rhythmisiert wird.
Gemäß einer türkischen Quelle aus dem 17. Jahrhundert, in der die musikalischen Einflüsse durch fremde Völker in frühislamischer Zeit in Form einer Herkunftslegende geschildert werden, traten im Umkreis des Propheten neben dem ersten Muezzin und Sänger Bilal al-Habaschi noch drei Musiker auf, die wie Bilal zu Urvätern der Musik geworden sind. Außer dem Sänger Ḥamza ibn Yatīm, dem Vorbild aller Sänger, gehörten der indische Paukenspieler Bābā Sawandīk dazu, der mit einer großen Kesseltrommel (kūs) an den Feldzügen des Propheten teilnahm, und Bābā ʿAmr mit seiner runden Rahmentrommel al-dāʾira. Letzterer wurde zum Schutzheiligen aller Trommler.
Seit vorislamischer Zeit wurde in Arabien die kreisrunde, einseitig bespannte dāʾira der Frauen von der rechteckigen zweifelligen Rahmentrommel daff (hebräisch tof) unterschieden. Während rechteckige Rahmentrommeln nur noch selten in der regionalen Volksmusik vorkommen, blieb die offensichtlich damals bestehende funktionelle Unterscheidung bis heute im Allgemeinen erhalten.

## Bauform und Spielweise

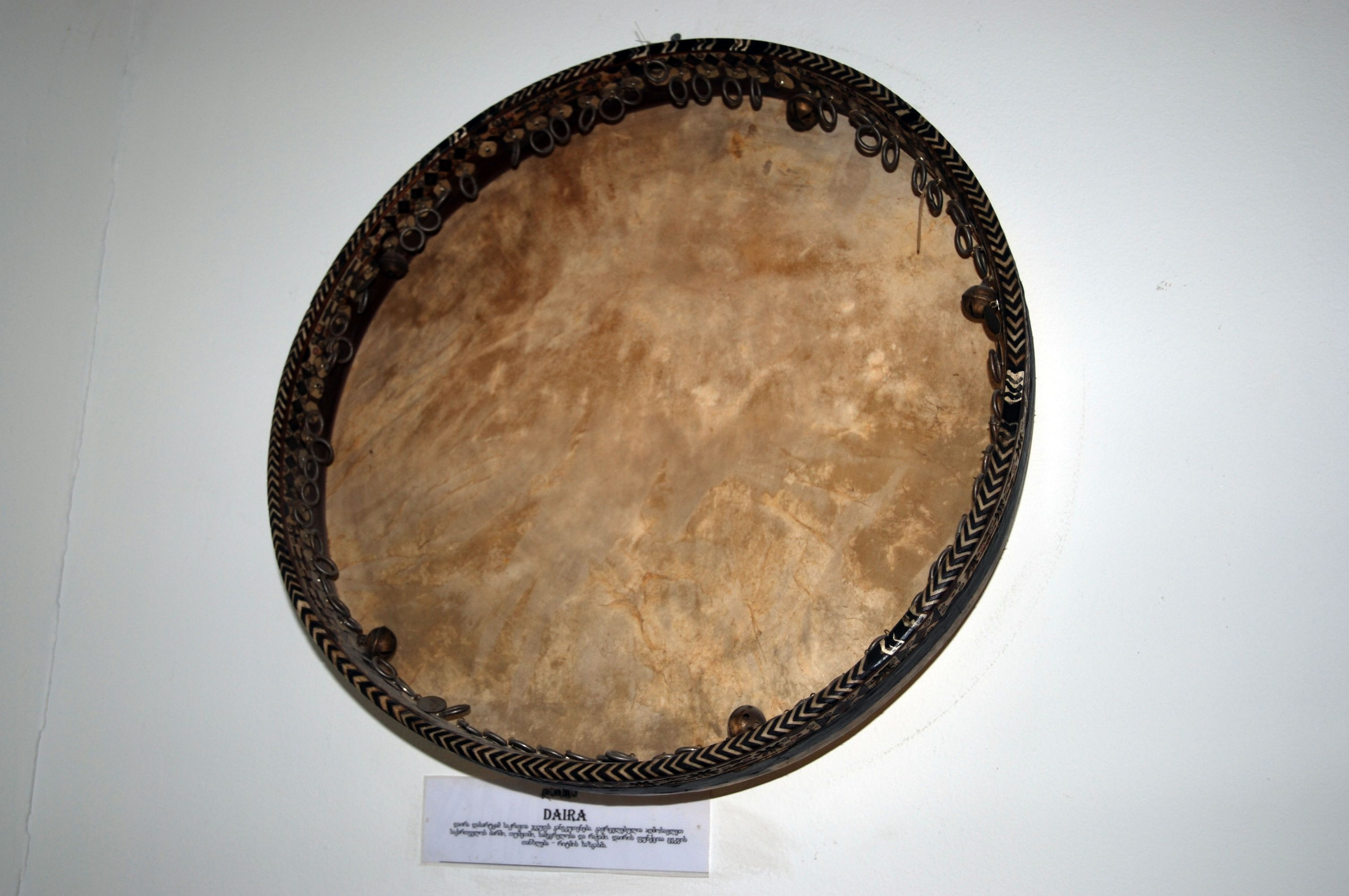
Georgische daira im State Museum of Georgian Folk Songs and Musical Instruments, Tiflis

Der Rahmen besteht aus einem dünnen, kreisrund gebogenen Holzstreifen wie bei einem Sieb, dessen Höhe regional unterschiedlich 5 bis 8 Zentimeter und dessen Durchmesser 20 bis 50 Zentimeter beträgt. Darauf wird über eine Seite eine feuchte, ungegerbte Tierhaut (üblicherweise Ziegenhaut) gelegt und seitlich mit dem Rand verklebt und teilweise zusätzlich festgenagelt. Beim Trocknen spannt sich die Membranhaut. Vor dem Spiel wird die daira gestimmt: Erhitzen über dem Feuer ergibt einen höheren Klang, Befeuchten der Haut einen tieferen Klang. Die meisten dairas besitzen Schellen, die in Form von metallenen Gefäßrasseln, Ringen und Plättchen im Innern des Rahmens befestigt sind oder als Zimbelpaare wie bei der arabischen riq in Schlitzen im Rahmen stecken.
Mittelgroße türkische Rahmentrommeln mit und ohne Zimbeln haben einen Durchmesser von 30 bis 40 Zentimetern. Der Rahmen (türkisch kasnak) besteht aus Kiefern-, Walnuss- oder Pappelholz, das durch eine Walze gepresst wird, bis die Streifen kreisförmig gebogen sind. Die Stärke beträgt 5 bis 8 Millimeter, an der Überlappungsstelle werden die Streifen häufig ausgedünnt. Die frische Haut einer jungen Ziege oder vom Magensack eines Rindes wird am Rand etwa 15 Millimeter umgeschlagen, mit einer Paste (çiriş) aufgeklebt und mit Messingstiften festgenagelt. Falls ein Handgriff im Rahmen ausgeschnitten wird, so geschieht dies an der Überlappungsstelle.
Die daira wird meist mit einer Hand frei vor dem Körper gehalten und mit den Fingern der anderen Hand, gelegentlich auch mit der Handfläche oder dem Ballen geschlagen. Frei bewegliche Finger der den Rahmen haltenden Hand können zwischen den Hauptschlägen kurze, hell klingende Akzente setzen. Ebenso möglich ist, die daira beim Spielen gegen die Schulter, in die Armbeuge oder auf den Oberschenkel zu drücken. Annähernd waagrecht zwischen die Knie gepresst lässt sie sich mit beiden Händen spielen. Ohne Schläge auf die Membran werden die Rasseln auch durch Schütteln oder Hochwerfen angeregt.

## Verbreitung

### Afghanistan

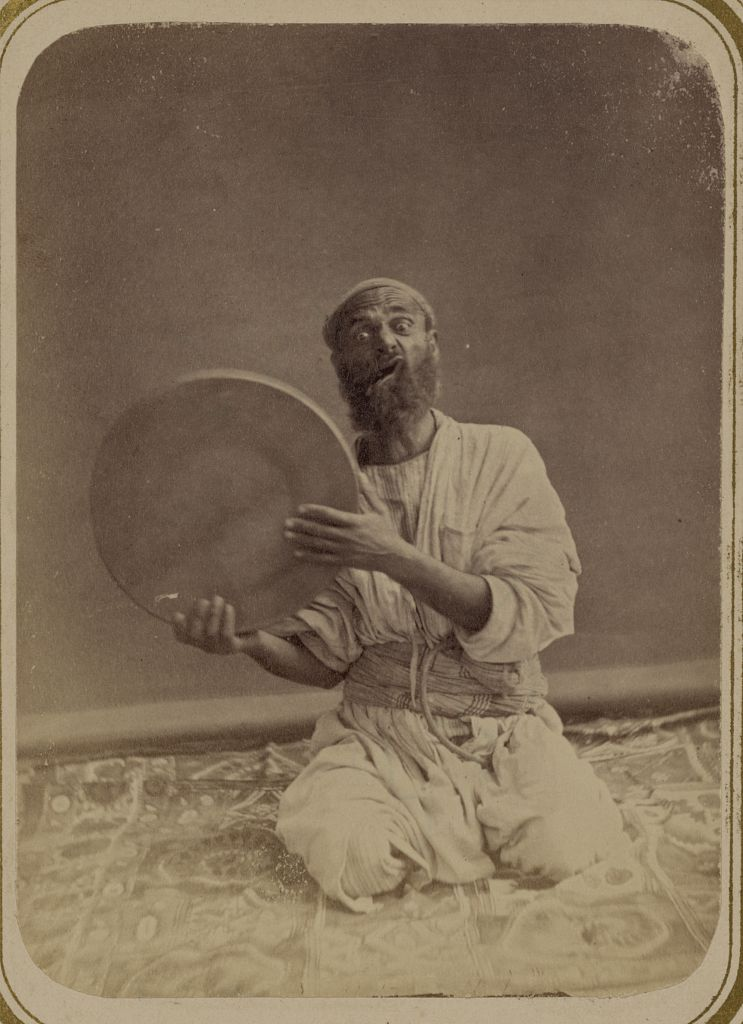
Rahmentrommelspieler in Zentralasien, 1865–1875

In Afghanistan sind die Musikstile und Musikinstrumente der Männer und Frauen entsprechend den Segregationsgeboten der Geschlechter strikt getrennt. Die dāira (daireh, dāyera) gehört hier überwiegend zur traditionellen, privaten Unterhaltungsmusik der Frauen, die sie bei Hochzeiten und anderen Feiern im häuslichen Umfeld aufführen. Die Schalenhalslaute rubāb oder die Langhalslauten tanbur und dutar sind aufwendig hergestellte Gegenstände und wie die meisten anderen Musikinstrumente den professionell musizierenden Männern vorbehalten.
Der Durchmesser der afghanischen dāira beträgt 35 bis 45 Zentimeter bei 6 Zentimetern Rahmenhöhe. Die Membran aus Ziegen- oder Rehhaut wird aufgeklebt oder aufgenagelt und gelegentlich mit floralen Mustern bemalt. Dāiras sind häufig an der Innenseite des Rahmens mit metallenen Rasselkörpern (zang), Metallringen (ḥalqa) oder beidem ausgestattet. In Schlitzen im Rahmen integrierte Zimbelpaare sind ebenfalls üblich. Rahmentrommeln werden in Afghanistan traditionell von der randständigen Bevölkerungsschicht der Jats gefertigt, manche industriell hergestellten Instrumente stammen aus dem Iran oder den nördlich angrenzenden Ländern.
Die Frauen spielen in kleinen Gruppen zur Gesangbegleitung die dāira oder die Bechertrommel zerbaghali mit einem Tonkorpus. Gelegentlich verwenden sie noch das aus der indischen Musik eingeführte Harmonium und in Nordafghanistan eine Maultrommel (tschang, usbekisch tschangko'uz). Bei Hochzeiten ist die dāira unentbehrlich. Sie wird in der linken Hand gehalten und mit der rechten geschlagen. Die Finger der linken Hand produzieren Zwischenschläge. Gelegentlich wird die dāira seitwärts bewegt oder in die Luft geworfen, um die Metallkörper zu erschüttern. Das männliche Hochzeitsorchester setzt sich dagegen – wie ähnlich für weite Teile Asiens üblich – aus dem Doppelrohrblattinstrument sornā und der Fasstrommel dohol zusammen. Die dāira war in den 1920er Jahren in der Umgebung von Herat auch Bestandteil eines ländlichen Orchesters männlicher Amateurmusiker (shauqi), zusammen mit der zweisaitigen dutar und der Messingquerflöte tulak. Ab den 1930er Jahren gab es professionelle Bands von Frauen, die zu ihrem Gesang mit dāira, indischen tablas und Harmonium auftraten. Die Frauenbands wurden 1993 verboten.
In den 1980er Jahren lebten Belutschen unter dem lokalen Namen Chelu in Zeltsiedlungen am Stadtrand von Herat. Einige junge Frauen und Mädchen arbeiteten in den Zelten als Sängerinnen, Tänzerinnen und Prostituierte. Männer begleiteten die Tänzerinnen mit der Streichlaute sarinda, kleinen Zimbeln (tal) und dāira.
In der nordostafghanischen Provinz Badachschan spielen mehrere Frauen mit 45 Zentimeter großen Rahmentrommeln (dāyera) ein polyrhythmisches Muster. In den hoch gelegenen Bergtälern haben sich isolierte musikalische Formen erhalten, zu denen eine besondere epische Gesangstradition gehört, wie sie früher in der Nachbarregion Nuristan von der nur hier vorkommenden Bogenharfe waji und der Rahmentrommel bumbuk begleitet wurde.

### Iran, Zentralasien

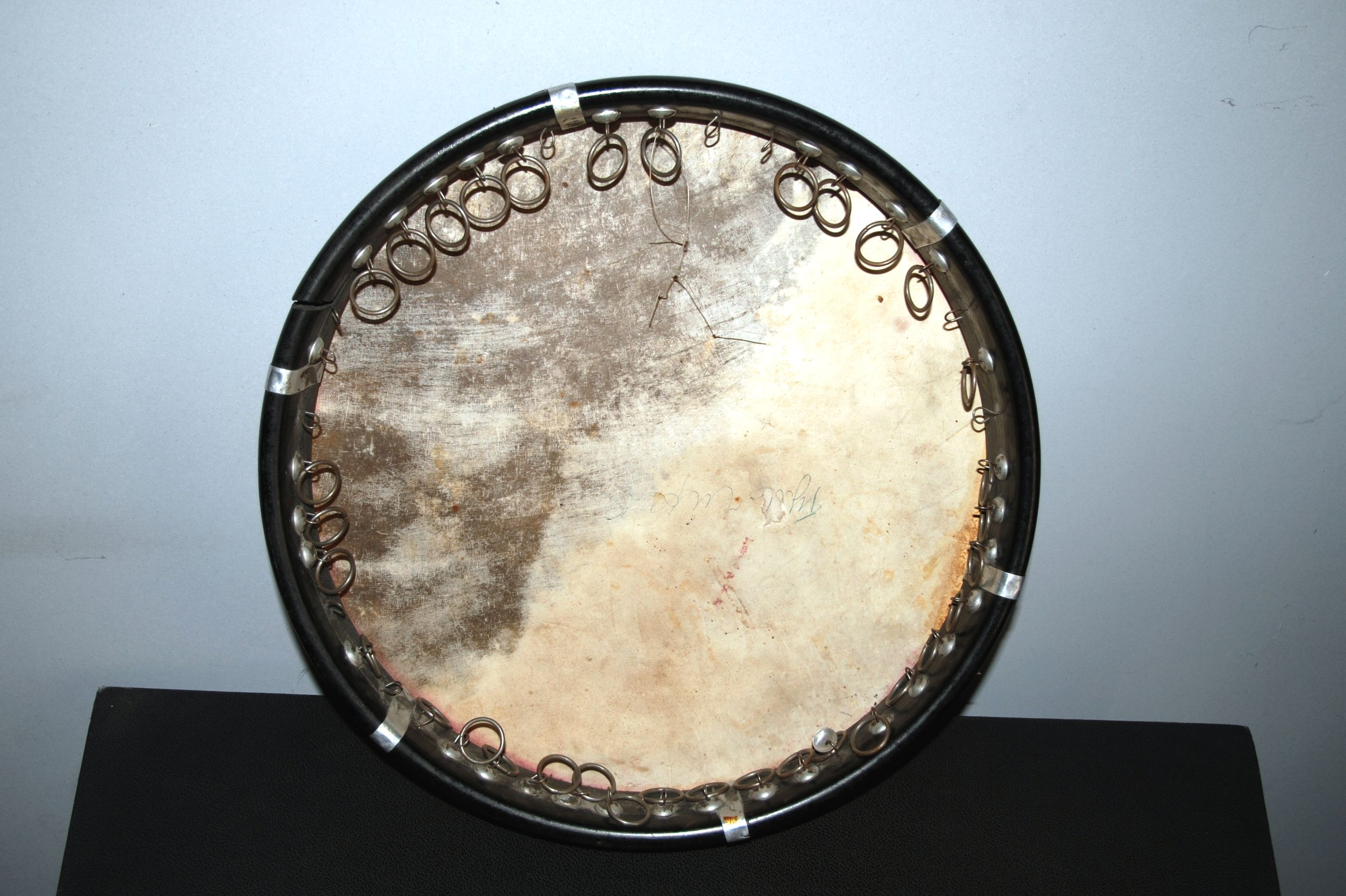
Unterseite der tadschikischen Rahmentrommel dājere (doira) mit Schellen. Ziyadullo-Shahidi-Hausmuseum, Duschanbe

Die iranische Rahmentrommel dāīre (dāyera) heißt in der iranischen Provinz Aserbaidschan und in Armenien qaval, im Nachbarland Aserbaidschan, wo sie für den Epensänger (aşyq) zur Liedbegleitung gehört, daire und in der dortigen, von Männern gespielten klassischen Mugham-Musik daf. Das Mugham-Orchester besteht im Kern aus einer Langhalslaute tar, einer Stachelfidel Kamantsche und einer vom Sänger gespielten Rahmentrommel. Diese wird mit beiden Händen etwa in Höhe des Gesichts vor den Körper gehalten und jeweils mit den Fingern am unteren Rand geschlagen. Die Rahmentrommel der Azeris besitzt einen Durchmesser von 36 bis 39 Zentimetern, ist mit Fischhaut (Wels) bespannt und am Rahmen häufig mit Einlegearbeiten verziert. Die iranische dāyera ist mit kleinen Metallringen an der Innenseite ausgestattet, während bei der dāyera zangī (persisch zang steht für Glöckchen und Zimbeln) im Rahmen fünf Zimbeln angebracht sind. Letztgenannte Rahmentrommeln sind in der persischen Miniaturmalerei des 14. bis 18. Jahrhunderts am häufigsten abgebildet. Auf Darstellungen von musikalischen Sufi-Zeremonien (samāʿ) ist die dāyera zusammen mit der Längsflöte nay zu sehen. Ab dem 19. Jahrhundert verschwand die Rahmentrommel allmählich aus der klassischen iranischen Musik zugunsten der Bechertrommel tombak (zarb).
Die in der tadschikischen Musik in Tadschikistan und Usbekistan gespielte dājere (dāyera) besitzt einen schweren Rahmen aus dem auch für iranische Instrumente verwendeten Nussbaumholz von 42 Zentimetern Durchmesser, der mit Metallbändern verstärkt ist. In Tadschikistan gehören eine bis drei dājere – gelegentlich mit virtuosen Solis – zur traditionellen und modernen Unterhaltungsmusik, die zur Tanzbegleitung dient. In beiden Ländern spielen auch Männer Rahmentrommeln. Das Trommelspiel wird an Musikhochschulen unterrichtet und es existiert ein breites Repertoire an Solokompositionen für die Rahmentrommel. In Zentral- und Nordasien gehört die Rahmentrommel als Schamanentrommel zu den Heilungsritualen der männlichen und weiblichen Schamanen. Die kleinere dap von Turkestan hat 26 Zentimeter Durchmesser.
Am Rand des Verbreitungsgebiets, in Indien, kommen kleine Rahmentrommeln mit aufgeklebter Haut vor, deren Namen vom arabischen Wort dāʾira zu dārā oder ähnlich abgeleitet ist. Die Mehrzahl der indischen Rahmentrommeln, die in der Volksmusik verwendet werden, leitet ihren Namen jedoch von daf her (daff, dappu).

### Türkei

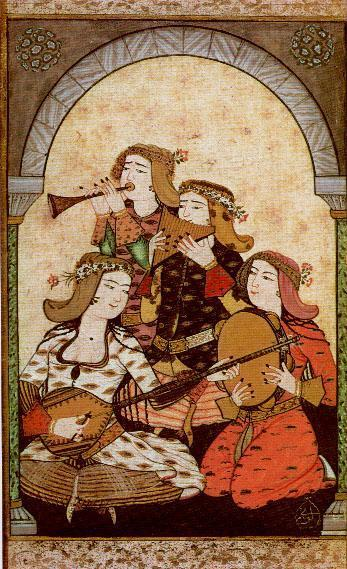
Musikerinnen mit Rahmentrommel, Langhalslaute, Kegeloboe und Panflöte. Miniaturmalerei im Surnâme-i Vehbî des osmanischen Dichters Seyyid Vehbi von 1720

Die kurdische Musik ist hauptsächlich vokal und relativ arm an Musikinstrumenten, die überdies einer sozialen Klassifizierung unterliegen. Mit Ziegen- oder Schafhaut bespannte Rahmentrommeln tragen in den kurdischen Siedlungsgebieten die geläufigen Namen bendêr (von bendir) def, defe, daire oder erbane (ere-bane). Diese werden im Duo als def û zirne mit der Kegeloboe zirne oder als dûdûk û erbane mit der Kurzoboe dûdûk (einer Variante der türkischen mey) zur Liedbegleitung und in der Tanzmusik gespielt.
In der Türkei heißen die überwiegend von Frauen gespielten Rahmentrommeln mit Schellen def, genauer zilli def oder zilli tef, und ohne Schellen mazhar. Letztere gehören zum Bereich der religiösen Musik. Die größte türkische Rahmentrommel ist die acem tefi (acem ist die türkische Schreibweise des arabischen Maqam ajem). Früher war der arabische Name dāʾira (als dayra) für eine große Rahmentrommel in der Türkei weit verbreitet, heute ist der Begriff nur noch in Edirne auf der europäischen Seite des Landes geläufig. Im dortigen Kırklareli steht zilli daire für eine Rahmentrommeln mit Zimbeln. Das Wort daira kommt in Kırklareli ferner als bağ dairesi bei einem selbstgebauten Instrument vor, das aus einer U-förmig gebogenen und beidseitig mit Tierhaut bespannten Rebstockwurzel besteht. Kinder begleiteten damit Tanzlieder.
Während des Osmanischen Reichs gab es neben der Mehterhâne genannten Militärkapelle, die mit Zylindertrommeln (davul), großen Kesseltrommeln (kös, kuş davulu) und kleinen Kesseltrommelpaaren (nakkare, auch çifte nare) auftrat, „inoffizielle Orchester“, mehter-i birûn, womit die im Freien auftretenden üblichen Tanzkapellen gemeint waren. Sie verwendeten als Melodieinstrument gleichermaßen die Kegeloboe zurna, ersetzten aber die Rhythmusgruppe durch kleinere Rahmentrommeln (daire) und Kesseltrommeln (nakkare). Die stets männlichen Musiker dieses Orchesters gehörten den jüdischen, griechischen und armenischen Gemeinden an.
Zum Gebetsritual (zikr) türkischer Sufis gehörten unterschiedliche musikalische Formen: der nichtmetrische improvisierte Gesang (kaside) eines Vorsängers, der metrische Gesang einer kleinen Gruppe (zākirler) und die große Gemeinschaft der singenden Derwische. Deren rhythmische Unterstützung kam von großen Rahmentrommeln (dayra oder bendir), dem Kesseltrommelpaar kudüm und Zimbeln (zil).

### Georgien
In den ostgeorgischen Regionen von Ratscha über Innerkartlien, Tuschetien bis nach Kachetien liegt das Verbreitungsgebiet der Rahmentrommel daira oder daphi (dap-i), wo sie zur Untermalung von Frauentänzen dient. Daphi ist die georgische Ableitung von daff, während das verwandte georgische Wort dapdapi (dabdabi) für eine mittelalterliche zweifellige Zylindertrommel steht, die heute in Georgien als doli bekannt ist. Die daira wird beidhändig überwiegend von Frauen zur Begleitung von solistisch vorgetragenen Liedern und Tänzen gespielt. Der Rahmen der daira ist oft kunstvoll mit Perlmutteinlagen verziert, am Innenrand sind Metallringe abwechseln mit kugelförmigen Rasselkörpern angebracht. Die daira, das Kesseltrommelpaar diplipito und andere, ebenfalls aus der islamisch-persischen Kultur importierte Musikinstrumente sind in Georgien kaum noch gebräuchlich. Im 18. Jahrhundert gehörten sie zur persisch geprägten städtischen Unterhaltungsmusik in Tiflis, das um diese Zeit das kulturelle Zentrum Transkaukasiens war. Das Instrumentalensemble sazandar bestand neben dem Sänger aus der Stachelfidel kamancha, der Langhalslaute tar, der Kastenzither santur, dem Trommelpaar diplipito und einer daire. Der Name des Ensembles wird auf das aserbaidschanische Wort sazəndə zurückgeführt, das sich nach einer möglichen Herleitung aus den Silben saz-na-dari zusammensetzt. Diese stehen für die Langhalslaute saz, die iranische Längsflöte nay und dari oder daira für die Rahmentrommel.
Traditionell werden in der georgischen Volksmusik zwei Instrumente kombiniert. So spielten daira und die dreisaitige Langhalslaute panduri zusammen, die viersaitige Laute tschonguri hingegen mit einer doli. Für die ostgeorgische Region Kachetien war eine Kombination mit der Kurzoboe duduki typisch.

### Balkan

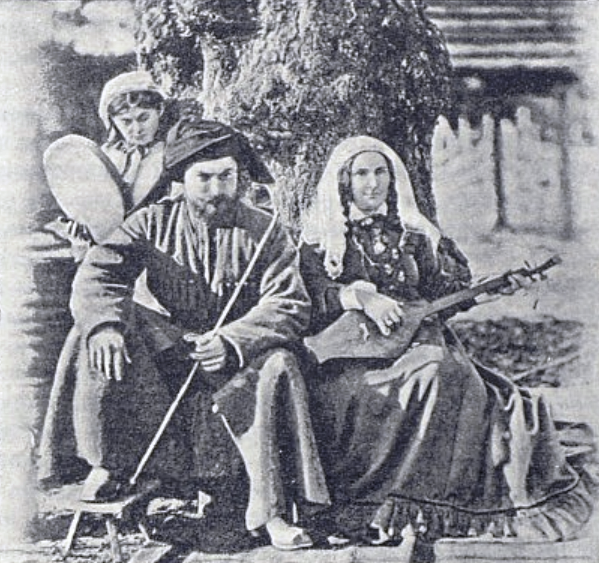
Georgische Volksmusiker mit einer daira und der Langhalslaute tschonguri, 1908

In der albanischen Musik wird der Dudelsack gajde (Wortumfeld der thrakischen Sackpfeife gaida) mit einem Melodie- und einem Bordunrohr zusammen mit der Rahmentrommel dajre oder alternativ mit der Zylindertrommel daulle gespielt. Die großen Rahmentrommeln def oder dajre werden im Unterschied zu den übrigen Musikinstrumenten in Albanien überwiegend von Frauen in der Tanzmusik gespielt. In Nordalbanien verwenden die gegischen Frauen eine oder mehrere dajre zur Begleitung des Solotanzes kcim, der sich durch elegante Armbewegungen auszeichnet. Ebenso beliebt sind von Gesang und Rahmentrommeln begleitete Reihentänze.
In Montenegro singen Frauen auch zu einer sich im Kreis drehenden Pfanne (tepsia). Hier und in Montenegro, Serbien und Mazedonien gehört die Rahmentrommel zur Musik der Roma und zu Frauentänzen. Bei den Goranen in den Bergen des südlichen Kosovo treten während der traditionellen mehrtägigen Hochzeitsfeiern zwei Sängerinnen auf, die sich selbst auf großen Rahmentrommeln (daire) mit Metallplättchen am Innenrand begleiten. Sie halten die daire mit beiden Händen am unteren Rand quer vor dem Oberkörper. Zu aufwendigeren Hochzeiten mit einer größeren Teilnehmerzahl gehört ein Orchester mit mindestens einer Zylindertrommel (tapan) und zwei Kegeloboen (zurna, örtlicher Name svirla). Weitere Musiker können die Instrumentenzahl vergrößern. Frauen im Kosovo spielen traditionellerweise keine Melodieinstrumente. Zu ihrer Gesangsbegleitung benutzen sie außer der Rahmentrommel eine Pfanne als Schlaginstrument.
In den mazedonischen Städten lebte in der osmanischen Zeit eine aus türkischen, albanischen und Roma-Muslimen, Christen und Juden zusammengesetzte Bevölkerung, deren musikalische Stilmischung sich in der Auswahl der nahöstlichen und europäischen Musikinstrumente widerspiegelt. In den städtischen Calgije-Ensembles verwendete man die bundlose arabische Laute oud, ein Lauteninstrument namens lauta mit Bünden, die Trapezzither kanun, eine Violine (genannt kemene nach dem türkischen Streichinstrument kemençe) und die große Rahmentrommel daire mit Schellen. Es waren zumeist Roma-Musiker (calgadžii), die bei Hochzeiten, Beschneidungen und in den Cafés als Calgije-Ensembles auftraten. Heute haben die Roma ihre orientalischen Musikinstrumente durch westliche Blasinstrumente und Schlagzeug ersetzt.
Defi (oder daira) heißt die große Rahmentrommel mit Schellen in der griechischen Musik. Ihr Fell kann über einen Metallring mit Spannschrauben gestimmt werden. Die defi diente Anfang des 20. Jahrhunderts neben Zimbeln und Löffeln den Sängerinnen und Tsifteteli-Tänzerinnen, die mit einem kleinen Ensemble gegen Trinkgeld in Tavernen auftraten, zur rhythmischen Begleitung. Die Rahmentrommel wird vor allem in der nordwestgriechischen Region Epirus gespielt.
In der bulgarischen Volksmusik spielten traditionell nur Männer und Jungen Instrumente, Frauen pflegten eine stilistische Vielfalt regionaler Gruppengesänge. Einige Volksmusikinstrumente gehören zur osmanischen Kultur, etwa die Bechertrommel darabuka und die Rahmentrommel daire (bulgarisch дайре), die überwiegend von den Minderheiten der Türken und Roma gespielt werden. Die große Zylindertrommel tupan ist am weitesten verbreitet. Vor allem die bulgarischen Muslime (Pomaken) im Südosten des Landes bewahren die osmanische Musiktradition und spielen neben der daire die Langhalslaute tambura und die Kegeloboen-Trommel-Kombination (mit zurna und tupan) als Tanzmusik.
In Rumänien sind in der ländlichen Tanzmusik Membranophone in einer vielfältigen, regionalspezifischen Auswahl verbreitet. Die kleinen Rahmentrommeln mit etwa 25 Zentimetern Durchmesser heißen dairea, dara und vuva. Im angrenzenden Moldawien misst die große Rahmentrommel doba 80 Zentimeter im Durchmesser. Daneben kommen kleine zweifellige Trommeln (tobe und dube), eine Reibtrommel (buhai) und aus Militärbands entlehnte Zylindertrommeln (darabana und toba mare) vor. Dairea und dara schlugen früher die mit Tanzbären herumreisenden Schausteller. Dieser Gelderwerb ist heute weitgehend verschwunden, er hat sich jedoch in Maskenträgern mit Bärenkostümen erhalten, die bei Neujahrsprozessionen Trommel schlagend auftreten.